# Posada-Novomiska, Starîi Sambir
Posada-Novomiska (în ucraineană Посада-Новоміська) este un sat în comuna Nove Misto din raionul Starîi Sambir, regiunea Liov, Ucraina.

## Demografie
Componența lingvistică a localității Posada-Novomiska
     Ucraineană (94,68%)
     Alte limbi (0,67%)
Conform recensământului din 2001, majoritatea populației localității Posada-Novomiska era vorbitoare de ucraineană (94,68%), existând în minoritate și vorbitori de polonă (4,65%).